# Рисири
Рисири (яп. 利尻) — вулканический остров в Японском море, примерно в 20 км к западу от северо-западной оконечности острова Хоккайдо, города Вакканай. Принадлежит Японии. Площадь острова — 182,11 км², окружность — 63 км.

## Название
Российский мореплаватель И. Ф. Крузенштерн в своих трудах использовал название острова-горы, данное Лаперузом, — «пик де Лангля»..
Современное название острова происходит от айн. rii-shiri — «высокий остров».

## Легенда о происхождении
Согласно айнской легенде, в древности недалеко от холма Сэнсай на острове Эдзо был холм Рисири, но во время цунами его оторвало от земли, и он покатился до горы Самасикинупури, в местечке Нагасо. Он срезал угол этой горы и поплыл по реке Исикари, вышел в море и превратился в остров Рисири.

## История
В конце июня 1807 года служащие РАК Хвостов и Давыдов сожгли возле Рисири четыре японских судна и уничтожили на этом острове японский сторожевой пост.
Груз, находившийся на судах, был захвачен. После этого восемь из десяти захваченных японцев были освобождены, и с ними Хвостов направил ультиматум следующего содержания:
Соседство России с Японией заставило желать дружеских связей к истинному благополучию сей последней империи, для чего и было отправлено посольство в Нагасаки; но отказ оному, оскорбительный для России, и распространение торговли японцев по Курильским островам и Сахалину, яко владения Российской империи, принудило сию державу употребить наконец другие меры, кои покажут, что россияне всегда могут чинить вред японской торговле до тех пор, как не будут извещены чрез жителей Урупа или Сахалина о желании торговли с нами. Россияне, причинив ныне столь малый вред Японской империи, хотели показать ей, что северные страны могут быть для неё вредны, и что дальнейшее упрямство японского правительства может лишить его этих земель.

## География и геология
Остров расположен в прибрежных водах северо-западного Хоккайдо. северо-западного Хоккайдо. С геологической точки зрения он является вулканическим образованием.
На карте остров выглядит почти правильным кругом, потому что по сути представляет собой погруженный в море конус вулкана.
Вместе с расположенным рядом островом Ребун и прибрежной полосой северо-западного побережья Хоккайдо (Саробецу) остров Рисири входит в состав национального парка Рисири-Ребун-Саробецу, образованного в 1974 г.
Остров привлекает туристов, приезжающих ради подъёма на гору Рисири-сан высотой 1721 м. И к острову, и к горе в Японии иногда применяют название Рисири-Фудзи, так как по очертаниям гора напоминает знаменитый японский вулкан Фудзияму. По отзывам европейских туристов Рисири-сан напоминает гору из Швейцарских Альп, которую как будто вырвали из горного массива и поставили особняком. Восхождение занимает обычно от 10 до 12 часов, возможно даже в пасмурную погоду, с прохождением сквозь пояс облаков. В последнем случае к концу восхождения в высокогорье открывается заоблачный вид. На вершину горы, где расположена небольшая синтоистская часовня, ведут многочисленные тропы. Самый удобный маршрут начинается примерно в 3 км южнее Осидомари, от палаточного лагеря Рисири-Хокуроку. На пути к вершине есть приют; это хижина, расположенная в 15 минутах ходьбы за вершиной горы Тёкан.
В ясную погоду гору видно с российского острова Монерон (Сахалинская область), расположенного в 120 км к северу.

## Экономика
Две важнейшие составляющие экономики острова — это туризм и рыболовство. На Рисири немало отелей и хостелов, особенно в Осидомари, все необходимые магазины, ряд онсэнов (обустроенных горячих источников с хорошо развитой инфраструктурой), расположенный на западном побережье музей, несколько стадионов и парков.
Одно из традиционных занятий местных жителей — заготовка морской капусты; водоросли для просушки раскладывают прямо на обочинах дорог.
На Рисири нет пунктов обмена валюты, а международные банковские карточки принимаются весьма ограниченно; поэтому прежде чем ехать туда, следует озаботиться получением японской наличности в Вакканае. Ближайшее к вокзалу и паромному терминалу место, где возможна подобная операция, это банк «Токугин», расположенный в двух кварталах к западу от вокзала, по направлению к склону горы; пункт обмена валюты находится на втором этаже банка.

## Транспорт
Из Вакканая на Рисири ежедневно летают самолёты; перелёт занимает всего 15 минут, стоимость билета составляет ¥14 120 (около $150) в оба конца, к тому же из-за неустойчивой на побережье погоды рейсы могут откладывать. Аэропорт на острове расположен в нескольких километрах от Осидомари.
Гораздо проще и надёжнее добраться из Вакканая морем. С марта по апрель и с октября по декабрь каждый день ходят три парома. Время в пути — 1 час 40 минут, цена билета в один конец — ¥2500 (около $25). С мая по сентябрь число паромов увеличивается до четырёх в день, а в январе-феврале снижается до двух. Кроме того, раз в день паром ходит и на соседний остров Ребун, останавливаясь в портах Осидомари и Куцугата на Рисири.
По всему берегу острова проходит кольцевая дорога, вдоль которой расположены рыбацкие деревушки.
Хорошо развитая система муниципального транспорта, отличная велосипедная дорожка, которая подковой охватывает половину периметра острова. Специально для велосипедной дорожки построены мосты через ущелья (илл.).
В посёлке Рисири находится аэропорт Рисири. Два основных порта острова — Осидомари (яп. 鴛泊) на северо-восточном (илл.) и Куцугата (яп. 沓形) на западном берегу.